# KBS 뉴스광장 강원
《KBS 뉴스광장 강원》은 KBS 춘천 1TV에서 매주 평일 오전 7시 20분에 방송 중인 강원 지역 아침 종합 뉴스 프로그램이다.

## 개요
KBS 춘천 뉴스광장으로 읽는다.

## 앵커
| 대수 | 진행자          | 진행 기간                  | 비고        |
| ---- | --------------- | -------------------------- | ----------- |
| 1대  | 이의선 아나운서 | 일자 미상 ~ 2023년 3월 3일 |             |
| 2대  | 윤석황 아나운서 | 2023년 3월 6일 ~ 현재      | [ 1 ] [ 2 ] |

## 경쟁 프로그램
- MBC 뉴스투데이 강원 (춘천MBC TV, 원주MBC TV, MBC 강원영동 TV)
- G1 뉴스라인 (G1 TV)